# Ізюм. Звільнений
«Ізюм. Звільнений» — документальний повнометражний фільм 2024 року режисера Дмитра Чорного про небезпечну експедицію в щойно звільнене від російських окупантів місто Ізюм.
Це перший український документальний фільм з елементами AR (доповненої реальности).

## Сюжет
Команда співробітників музею на чолі з директором Національного музею історії України у Другій світовій війні Юрієм Савчуком та командою кіношників збирають докази та артефакти російсько-української війни в щойно звільненому від російських окупантів місті Ізюм Харківської області в жовтні 2022 року. Учасники експедиції зустрічають людей, які пережили окупацію, залишившись на руїнах своїх домівок і власного життя.
У фільмі можна побачити кадри руїн ізюмської школи № 4, яка має 140-річну історію, Свято-Георгіївського скиту Святогірської Успенської Лаври в селі Долина, братські могили, у деяких із яких поховані цілі родини.

## Виробництво
Над створенням документального фільму «Ізюм. Звільнений» працювали режисер і оператор-постановник Дмитро Чорний, режисер монтажу Микита Кущ-Шевальов, продюсерка Олена Котовська, фінансова продюсерка Христина Сингаївська, креативний продюсер Ілля Волох, творчий продюсер Костянтин Рильов. До команди стрічки як саундпродюсерка доєдналася співачка й авторка пісень Камалія, її пісня «Кулями» разом з українським репером Paul Hank стала саундтреком документального фільму.
Під час зйомок команда «Smart Movie» зібрала велику кількість відео- та фотоматеріалів, які надихнули до створення фотокниги «Музей-війни під час війни».

## Прем'єра
В український прокат документальний фільм «Ізюм. Звільнений» вийшов 17 жовтня 2024 року.
Закриті покази фільму відбулися в Норвегії 24 березня 2024 року, Фінляндії, Канаді 16 квітня 2024 року й Україні 4 жовтня 2024 року в Американському домі.
27 вересня 2024 року фільм отримав «Спеціальну відзнаку» від журі кінофестивалю HERITAGE IN MOTION (Софія, Болгарія).